# زبان‌های کارنی
زبان‌های کارنی یا کارن زبان‌های نواخت‌بری هستند که توسط حدود هفت میلیون از مردم کارن گویش می‌شوند. آن‌ها به زبان‌های چینی-تبتی وابستگی نامشخصی دارند. زبان‌های کارنی با استفاده ازخط برمه‌ای نوشته می‌شوند. سه شاخه اصلی این خانواده سگاو، پوو و پائو هستند. ترتیب واژگان در این زبان‌ها به صورت نهاد-فعل-مفعول است که در میان زبان‌های چینی-تبتی غیر معمول است. به غیر از کارنی، بای و زبان‌های چینی، سایر زبان‌های چینی-تبتی دارای ترتیب نهاد-مفعول-فعل هستند. این احتمالاً به دلیل تأثیر از زبان‌های همسایه مون و تای است.

## دسته‌بندی
یک دسته‌بندی جغرافیایی سه گروه را از هم متمایز می‌کند:
شمالی
پائو
مرکزی
منطقه دارای بیشترین تنوع، از جمله کایاه (کارن سرخ یا کارنی)، کایاو (برک)، بوه (بگهای)، گبا و بسیاری دیگر.
جنوبی
پوو و سگاو